# Gringo (Spaans)
Gringo is een term die in Spaans- en Portugeessprekende landen wordt gebruikt om voornamelijk een inwoner van de Verenigde Staten mee aan te duiden, maar wordt vaak verward met overige buitenlanders, vooral om hun blonde haar, blauwe ogen en blanke huid. Afhankelijk van de context kan het een negatieve connotatie hebben. De vrouwelijke versie van gringo is gringa en de Verenigde Staten als land worden in Latijns-Amerika wel Gringolandia genoemd.
De precieze betekenis hangt van de plaats af. In Mexico en Centraal-Amerika wordt het vrijwel alleen gebruikt voor Amerikaanse burgers, terwijl in Brazilië en Argentinië alle buitenlanders gringo's genoemd worden.

## Etymologie
Wanneer en hoe het woord gringo precies ontstaan is, is niet duidelijk. Waarschijnlijk was het ontstaan door "green-house" op verkeerde manier uit te spreken, namelijk : "Grin-goos". alhoewel het in ieder geval een neologisme is dat voor een Spaans of Portugees woord moet doorgaan en waarschijnlijk rond de Mexicaans-Amerikaanse Oorlog voor het eerst opdook.
Een vaak gehoorde verklaring is dat Gringo een porte-manteau zou zijn van Green go! (Groen vooruit!), een kreet die Amerikaanse aanvoerders tijdens de Mexicaans-Amerikaanse Oorlog geroepen zouden hebben. Groen zou in dit geval wijzen op de kleur van de Amerikaanse uniformen. Deze hypothese kan echter eenvoudig verworpen worden, vanwege het feit dat Amerikaanse uniformen tijdens de oorlog tegen Mexico blauw waren, en niet groen. Wel is het mogelijk dat 'groen' niet verwees naar de uniformen van de Amerikanen, maar naar de kleur van de Amerikaanse dollar die groen is.
Volgens een andere theorie zou het afkomstig zijn van Greens go home!, wat Mexicanen tegen de Amerikaanse bezetters geroepen zouden hebben. Deze hypothese kan om dezelfde reden als de vorige verworpen worden. Soms wordt een van deze verklaringen gebruikt, maar wordt het ontstaan later geplaatst. Zoals tijdens de Amerikaanse bezetting van Nicaragua aan het begin van de 20e eeuw of vanwege Amerikaanse bases in Brazilië tijdens de Tweede Wereldoorlog. Ook deze hypothese kan verworpen worden, aangezien het woord gringo al in de 19e eeuw in gebruik was.
Volgens een andere verklaring is het woord gringo wederom afkomstig uit de Mexicaans-Amerikaanse oorlog, maar dit keer vanwege de liederen die Amerikaanse soldaten gezongen hebben. Soldatenliederen uit deze tijd waren Green Grow the Lilacs en Green Grow the Rushes, O. De Mexicanen die geen Engels spraken zouden alleen de eerste woorden van beide liederen onthouden hebben, wat vervolgens verbasterd is tot gringo.
Volgens een derde verklaring is gringo een verbastering van het woord griego, Grieks. Volgens deze theorie werd het woord gringo al in het einde van de 18e eeuw gebruikt, en wel in Málaga, Spanje. In Málaga woonde een Ierse minderheid, die zo slecht Spaans spraken, dat het wel Grieks leek. (Vergelijk ook de Engelse uitdrukking It's all Greek to me, die men gebruikt wanneer men een taal niet verstaat.)

## Andere namen voor Amerikanen
Een bewoner van de Verenigde Staten wordt door Spaanstaligen niet americano genoemd, omdat Amerika een supercontinent is, waar Latijns-Amerika ook deel van uitmaakt (wat historisch gezien juist is). Spaanstaligen denken bij América niet aan de Verenigde Staten maar aan het hele Amerikaanse supercontinent. Het aanduiden van de Verenigde Staten als América wordt vaak zelfs als beledigend ervaren. Gebruikelijkere benamingen voor personen uit de V.S. zijn norteamericano (Noord-Amerikaan) en estadounidense ("Verenigdestater"). Iets pejoratiever ook wel: "Yanquí" (Yankee).